# Kandahar (Provinz)

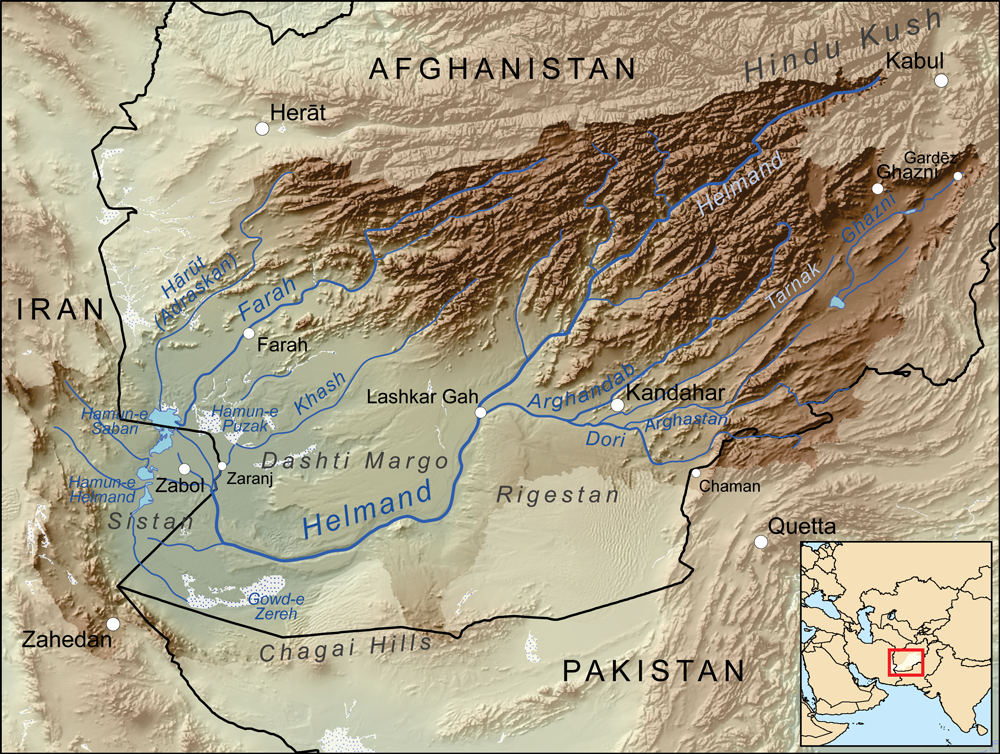
Flüsse im Süden Afghanistans

Kandahar (persisch قندهار, DMG Qandahār; paschtunisch کندهار) ist eine im Südosten des Landes befindliche und 1.464.890 Einwohner (Stand: 2022) zählende Provinz Afghanistans. Bereits in der Mogulzeit existierte kurzzeitig (1638–1648) eine von Shah Jahan gegründete Provinz (subah) gleichen Namens. Die Hauptstadt der Provinz heißt ebenfalls Kandahar.

## Geographie
Während in den Tallagen des gebirgigen und zum Teil Höhen um die 1300 bis 1500 m erreichenden Nordens Feldwirtschaft möglich ist, wodurch die Sesshaftigkeit der Menschen gefördert wurde, werden die südlich der Stadt Kandahar gelegenen Provinzbezirke überwiegend vom östlichen Teil der Wüste Rigestan bedeckt. Die aus rötlichen Sanddünen bestehende und mit Fels- und Lehmformationen durchsetzte ca. 1000 m hoch gelegene Wüste ist nur sehr dünn von nomadisch lebenden Belutschen und Paschtunen besiedelt. Durch den Norden der Provinz fließen die Flüsse Tarnak, Dori und Arghastan.

## Verwaltungsgliederung
Die Provinz Kandahar ist in folgende Distrikte gegliedert:
- Arghandab
- Arghistan
- Daman
- Dand
- Ghorak
- Kandahar
- Khakrez
- Maiwand (Maywand)
- Maruf
- Miyannasheen
- Naish
- Panjwai
- Reg
- Shah Wali Kot
- Shorabak
- Spin Boldak
- Zhari

## Städte und Dörfer
- Kandahar, Verwaltungssitz der Provinz
- Zangabad

## Krieg gegen den Terror

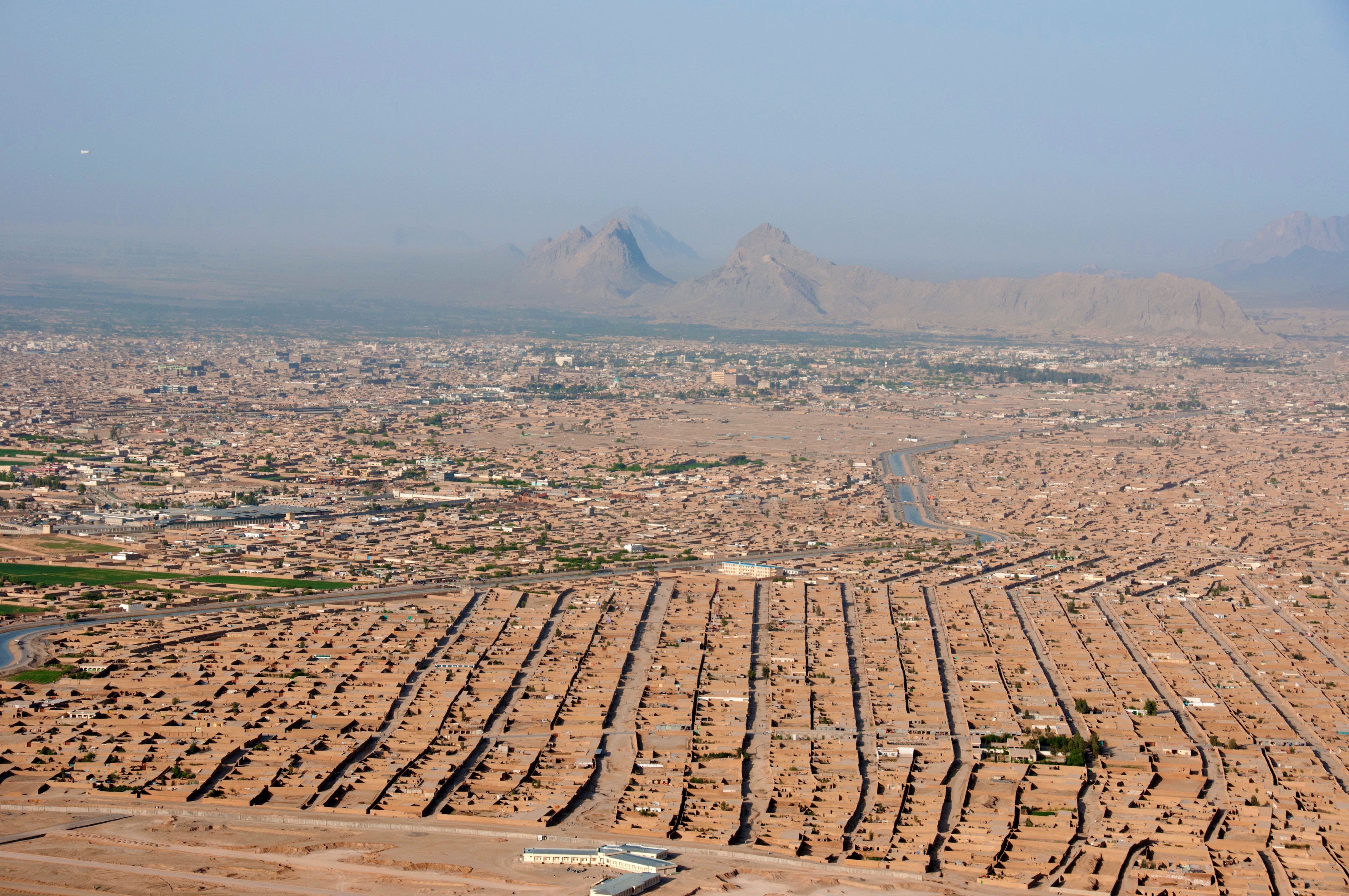
Luftaufnahme von 2013

Die Provinz Kandahar ist eine Hochburg der radikal-islamischen Taliban und es kommt regelmäßig zu Gefechten zwischen afghanischen und NATO-Truppen auf der einen und Taliban und Warlords auf der anderen Seite. Die Provinz ist gemessen an der Zahl der getöteten NATO-Soldaten an zweiter Stelle. Bisher (Oktober 2012) sind 500 ausländische Soldaten in Kandahar gefallen, nur in der benachbarten Provinz Helmand sind es mit 897 Soldaten mehr.
Am 6. Oktober 2010 wurde das Dorf Tarok Kolache völlig vernichtet. Zerstörungen dieses Ausmaßes durch Flächenbombardements hatte es zuletzt im Vietnamkrieg gegeben.